# Petra Minářová
Petra Minářová (* 8. ledna 1978, Olomouc) je česká modelka a Miss České republiky 1996 a moderátorka.

## Život
Je vystudovaná kadeřnice. V roce 2005 se provdala za podnikatele Šimona Leitnera, se kterým se po třech letech v roce 2009 rozvedla a musela ho vyplatit ve výši 3 milionů korun, aby jí zůstal byt na Vinohradech v hodnotě 12 miliónů. Poté žila se sportovním podnikatelem Tomášem Peterou (majitel klubu Baník Ostrava), kvůli kterému se rozvedla, zakrátko se s ní ale rozešel. V roce 2011 se zasnoubila s přítelem, realitním podnikatelem, Romanem Pilíškem, se kterým žila už dva roky.
Byla žádanou modelkou hlavně v cizině – Miláně, Paříži a Mnichově. S modelingem už skončila, aby se mohla věnovat koním a jezdecké drezúře. Jednoho si pořídila a probojovala se s ním do finále MČR i ČDP. V roce 2008 si nechala chirurgicky zvětšit prsa, implantáty č. 2. Její blízká kamarádka je modelka Petra Faltýnová.